# Gianna Cunazza Mardones
Gianna Cunazza Mardones (Punta Arenas, 17 de febrero de 1984), es una ex jugadora de balonmano chilena y ex entrenadora de este deporte. En 2022 ejerció como directora ejecutiva de Santiago 2023.

## Biografía
Estudió pedagogía en educación física en la Universidad de Santiago de Chile y fue entrenadora de la selección masculina de Balonmano de la misma universidad.
Ha trabajado en distintos eventos deportivos, siendo también asesora al departamento de Alto Rendimiento del Instituto Nacional de Deportes en la elaboración de una propuesta de Desarrollo de la Reserva Deportiva Nacional. En 2012 entró a trabajar para los Juegos Suramericanos Santiago 2014 como encargada de relaciones internacionales en el Comité Organizador. Luego, fue Gerenta General del Comité Paralímpico de Chile hasta 2017. 
Ha estado presente en la realización de distintos juegos parapanamericanos de la última década.
En 2022, mientras se desarrollaba como Jefa de Deportes e Integración Parapanamericana en Santiago 2023, fue designada por el Ministerio de deportes como la nueva directora ejecutiva del evento. Sin embargo, el 2 de junio de 2023 renunció a su cargo luego de enfrentar cuestionamientos a su gestión.